# Platysmurus leucopterus
Platysmurus leucopterus е вид птица от семейство Вранови (Corvidae), единствен представител на род Platysmurus. Видът е почти застрашен от изчезване.

## Разпространение
Видът е разпространен в Бруней, Индонезия, Малайзия, Мианмар и Тайланд.